# Rockland (Massachusetts)
Rockland es un pueblo ubicado en el condado de Plymouth en el estado estadounidense de Massachusetts. En el Censo de 2010 tenía una población de 17.489 habitantes y una densidad poblacional de 648,78 personas por km².

## Geografía
Rockland se encuentra ubicado en las coordenadas 42°7′49″N 70°54′38″O / 42.13028, -70.91056. Según la Oficina del Censo de los Estados Unidos, Rockland tiene una superficie total de 26.96 km², de la cual 26.74 km² corresponden a tierra firme y (0.81%) 0.22 km² es agua.

## Demografía
Según el censo de 2010, había 17.489 personas residiendo en Rockland. La densidad de población era de 648,78 hab./km². De los 17.489 habitantes, Rockland estaba compuesto por el 92.03% blancos, el 2.58% eran afroamericanos, el 0.15% eran amerindios, el 1.1% eran asiáticos, el 0.03% eran isleños del Pacífico, el 2.16% eran de otras razas y el 1.94% pertenecían a dos o más razas. Del total de la población el 1.99% eran hispanos o latinos de cualquier raza.